# Puchar Sześciu Narodów 2003
Puchar Sześciu Narodów 2003 (2003 Six Nations Championship, a także od nazwy sponsora turnieju, Royal Bank of Scotland – 2003 RBS 6 Nations) – czwarta edycja Pucharu Sześciu Narodów, corocznego turnieju w rugby union rozgrywanego pomiędzy sześcioma najlepszymi zespołami narodowymi półkuli północnej. Turniej odbył się pomiędzy 15 lutego a 30 marca 2003 roku.
Wliczając turnieje w poprzedniej formie, od czasów Home Nations Championship i Pucharu Pięciu Narodów, była to 109. edycja tych zawodów. W turnieju brały udział reprezentacje narodowe Anglii, Francji, Irlandii, Szkocji, Walii i Włoch. Rozkład gier opublikowano w czerwcu 2002 roku, sędziowie zawodów zostali natomiast wyznaczeni na początku grudnia 2002 roku.
W turnieju z kompletem zwycięstw triumfowali Anglicy zdobywając pierwszego Wielkiego Szlema od 1995 roku. Najwięcej punktów w zawodach zdobył Jonny Wilkinson, zaś w kategorii przyłożeń z czterema zwyciężył Damien Traille. IRB opublikowała następnie podsumowanie statystyczno-analityczne tej edycji.
Była to pierwsza edycja sponsorowana przez Royal Bank of Scotland.

## Mecze
| 15 lutego 200313:30 | Włochy                                                                                               | 30:22 | Walia                                                                             | Stadio Flaminio, Rzym Sędzia: Joël Jutge |
| 15 lutego 200313:30 | Carlo Festuccia 5 (P) Diego Domínguez 15 (3pd 2dg K) Giampiero de Carli 5 (P) Matthew Phillips 5 (P) | 30:22 | Dwayne Peel 5 (P) Iestyn Harris 7 (2pd K) Steve Williams 5 (P) Tom Shanklin 5 (P) | Stadio Flaminio, Rzym Sędzia: Joël Jutge |
| 15 lutego 200313:30 | Cristian Bezzi                                                                                       | 30:22 | Gavin Thomas                                                                      | Stadio Flaminio, Rzym Sędzia: Joël Jutge |

| 15 lutego 200316:00 | Anglia                                             | 25:17 | Francja                                                                                  | Twickenham Stadium, Londyn Sędzia: Paul Honiss |
| 15 lutego 200316:00 | Jason Robinson 5 (P) Jonny Wilkinson 20 (pd dg 5K) | 25:17 | Clement Poitrenaud 5 (P) Damien Traille 5 (P) Gérald Merceron 2 (pd) Olivier Magne 5 (P) | Twickenham Stadium, Londyn Sędzia: Paul Honiss |

| 16 lutego 200315:00 | Szkocja            | 6:36 | Irlandia                                                              | Murrayfield Stadium, Edynburg Sędzia: Andrew Cole |
| 16 lutego 200315:00 | Gordon Ross 6 (2K) | 6:36 | David Humphreys 26 (P 3pd 5K) Denis Hickie 5 (P) Geordan Murphy 5 (P) | Murrayfield Stadium, Edynburg Sędzia: Andrew Cole |

| 22 lutego 200314:30 | Włochy                                                       | 13:37 | Irlandia | Stadio Flaminio, Rzym Sędzia: Tony Spreadbury |
| 22 lutego 200314:30 | Denis Dallan 5 (P) Diego Domínguez 3 (K) Ramiro Pez 5 (pd K) | 13:37 | Brian O’Driscoll 5 (P) David Humphreys 17 (P 3pd 2K) Geordan Murphy 5 (P) John Kelly 5 (P) Peter Stringer 5 (P) | Stadio Flaminio, Rzym Sędzia: Tony Spreadbury |

| 22 lutego 200317:30 | Walia                         | 9:26 | Anglia                                                                 | Millennium Stadium, Cardiff Sędzia: Steve Walsh |
| 22 lutego 200317:30 | Ceri Sweeney 9 (3K)           | 9:26 | Joe Worsley 5 (P) Jonny Wilkinson 16 (2pd 2dg 2K) Will Greenwood 5 (P) | Millennium Stadium, Cardiff Sędzia: Steve Walsh |
| 22 lutego 200317:30 | Gavin Thomas · Steve Williams | 9:26 | Phil Christophers                                                      | Millennium Stadium, Cardiff Sędzia: Steve Walsh |

| 23 lutego 200314:00 | Francja | 38:3 | Szkocja              | Stade de France, Saint-Denis Sędzia: Peter Marshall |
| 23 lutego 200314:00 | Aurélien Rougerie 5 (P) Clement Poitrenaud 5 (P) Damien Traille 5 (P) Fabien Pelous 5 (P) François Gelez 18 (3pd 4K) | 38:3 | Chris Paterson 3 (K) | Stade de France, Saint-Denis Sędzia: Peter Marshall |

| 8 marca 200314:00 | Irlandia                                      | 15:12 | Francja                | Lansdowne Road, Dublin Sędzia: André Watson |
| 8 marca 200314:00 | David Humphreys 12 (4K) Geordan Murphy 3 (dg) | 15:12 | François Gelez 12 (4K) | Lansdowne Road, Dublin Sędzia: André Watson |

| 8 marca 200316:00 | Szkocja                                                             | 30:22 | Walia                                                                             | Murrayfield Stadium, Edynburg Sędzia: Pablo Deluca |
| 8 marca 200316:00 | Bruce Douglas 5 (P) Chris Paterson 20 (P 3pd 3K) Simon Taylor 5 (P) | 30:22 | Gareth Cooper 5 (P) Mark Taylor 5 (P) Rhys Williams 5 (P) Stephen Jones 7 (2pd K) | Murrayfield Stadium, Edynburg Sędzia: Pablo Deluca |
| 8 marca 200316:00 | James McLaren                                                       | 30:22 | Gavin Thomas                                                                      | Murrayfield Stadium, Edynburg Sędzia: Pablo Deluca |

| 9 marca 200314:00 | Anglia | 40:5 | Włochy                 | Twickenham Stadium, Londyn Sędzia: Alain Rolland |
| 9 marca 200314:00 | Dan Luger 5 (P) James Simpson-Daniel 5 (P) Jonny Wilkinson 8 (4pd) Josh Lewsey 10 (2P) Matt Dawson 2 (pd) Mike Tindall 5 (P) Steve Thompson 5 (P) | 40:5 | Mirco Bergamasco 5 (P) | Twickenham Stadium, Londyn Sędzia: Alain Rolland |

| 22 marca 200314:00 | Walia                                                                 | 24:25 | Irlandia                                                          | Millennium Stadium, Cardiff Sędzia: Steve Lander |
| 22 marca 200314:00 | Gareth Thomas 5 (P) Martyn Williams 5 (P) Stephen Jones 14 (P 3pd dg) | 24:25 | David Humphreys 12 (4K) Keith Gleeson 10 (2P) Ronan O’Gara 3 (dg) | Millennium Stadium, Cardiff Sędzia: Steve Lander |
| 22 marca 200314:00 | Ronan O’Gara                                                          | 24:25 |                                                                   | Millennium Stadium, Cardiff Sędzia: Steve Lander |

| 22 marca 200316:00 | Anglia                                                                                                   | 40:9 | Szkocja                     | Twickenham Stadium, Londyn Sędzia: Alan Lewis |
| 22 marca 200316:00 | Ben Cohen 5 (P) Jason Robinson 10 (2P) Jonny Wilkinson 18 (3pd 4K) Josh Lewsey 5 (P) Paul Grayson 2 (pd) | 40:9 | Chris Paterson 9 (3K)       | Twickenham Stadium, Londyn Sędzia: Alan Lewis |
| 22 marca 200316:00 | Jason Robinson                                                                                           | 40:9 | Andrew Mower · Simon Taylor | Twickenham Stadium, Londyn Sędzia: Alan Lewis |

| 23 marca 200314:00 | Włochy                                                                                    | 27:53 | Francja | Stadio Flaminio, Rzym Sędzia: Nigel Williams |
| 23 marca 200314:00 | Aaron Persico 5 (P) Matthew Phillips 5 (P) Mirco Bergamasco 5 (P) Ramiro Pez 12 (P 2pd K) | 27:53 | Aurélien Rougerie 10 (2P) Damien Traille 10 (2P) Dimitri Yachvili 18 (6pd 2K) Frédéric Michalak 5 (P) Serge Betsen 5 (P) Thomas Castaignede 5 (P) | Stadio Flaminio, Rzym Sędzia: Nigel Williams |

| 29 marca 200313:00 | Francja                                                                                           | 33:5 | Walia               | Stade de France, Saint-Denis Sędzia: Paddy O’Brien |
| 29 marca 200313:00 | Dimitri Yachvili 18 (3pd 4K) Frédéric Michalak 5 (P) Thomas Castaignede 5 (P) Vincent Clerc 5 (P) | 33:5 | Gareth Thomas 5 (P) | Stade de France, Saint-Denis Sędzia: Paddy O’Brien |
| 29 marca 200313:00 | Colin Charvis · Gavin Thomas                                                                      | 33:5 |                     | Stade de France, Saint-Denis Sędzia: Paddy O’Brien |

| 29 marca 200315:00 | Szkocja                                                                              | 33:25 | Włochy                                                             | Murrayfield Stadium, Edynburg Sędzia: Dave McHugh |
| 29 marca 200315:00 | Chris Paterson 18 (P 2pd 3K) James McLaren 5 (P) Jason White 5 (P) Kenny Logan 5 (P) | 33:25 | Mirco Bergamasco 5 (P) Ramiro Pez 15 (P 2pd 2K) Scott Palmer 5 (P) | Murrayfield Stadium, Edynburg Sędzia: Dave McHugh |

| 30 marca 200314:00 | Irlandia                 | 6:42 | Anglia | Lansdowne Road, Dublin Sędzia: Jonathan Kaplan |
| 30 marca 200314:00 | David Humphreys 6 (dg K) | 6:42 | Dan Luger 5 (P) Jonny Wilkinson 15 (3pd 2dg K) Lawrence Dallaglio 5 (P) Mike Tindall 5 (P) Paul Grayson 2 (pd) Will Greenwood 10 (2P) | Lansdowne Road, Dublin Sędzia: Jonathan Kaplan |
| 30 marca 200314:00 | Ronan O’Gara             | 6:42 | | Lansdowne Road, Dublin Sędzia: Jonathan Kaplan |